# Totem Tour
 (juin 2018).
Le Totem tour est la cinquième tournée de Zazie.
Elle a commencé le 1er juin 2007 à Nantes et s'est terminée le 16 février 2008 à  La Cigale Paris.
Le concert démarre sur Tous des anges, un voile cache la scène (seule l'ombre de Zazie jouant de la guitare est alors visible et tombe au moment du refrain. Zazie apparaît alors dans une tenue androgyne (un pantalon noir pour le côté droit, et une robe blanche pour le côté gauche). En fond de scène, des écrans LED, fins et hauts (comme des totems) sont disposés et diffusent des ambiances colorées.

## Équipe
Le concert a été produit par Thierry Suc et mis en lumière par Andy Watson.
- Clavier : Jean-Pierre Pilot
- Guitare : Philippe Paradis
- Guitare : Cédric Bevilacqua
- Basse : Nicolas Fizman
- Batterie : Matthieu Rabaté
- Management : Alix Turrettini

## Titres
1. Tous des anges
2. Fou de toi
3. Des rails
4. On éteint
5. Oui
6. Je suis un homme
7. Jet lag
8. L'ange blessé
9. Larsen
10. Flower power
11. J'envoie valser
12. Jacques a dit
13. Haut les mains
14. Toc, toc, toc
15. Totem
16. Si j'étais moi
17. J'étais là
18. Rodéo
19. Au diable nos adieu
20. Na
21. Medley (Un point c'est toi, Adam et Yves et Tout le monde)
22. Frère Jacques
23. Rue de la paix
24. Ça

Lors des dates dans les petites salles en 2008, les titres Jet lag, Haut les mains et Frère Jacques ont été supprimés de la liste des titres).

## Dates
La tournée au total est composée de 64 dates dont quatre Zéniths à Paris, une date à L'Olympia avec RTL2, deux dates à la Cigale à guichets fermés et une date à Londres.
| Juin 2007 | Juillet 2007 | Août 2007 | Septembre 2007 | Octobre 2007 |
| --- | --- | --- | --- | --- |
| 1 Zénith Nantes (Loire-Atlantique) 2 Musikhall Rennes (Ille-et-Vilaine) 6 Rhenus Strasbourg (Bas-Rhin) 7 Arènes Metz (Moselle) 8 Zénith Arena Lille (Nord) 9 National Forest Bruxelles (Bel) 13, 14 et 15 Zénith Paris 21 Fête de la Musique Pantin (Seine-Saint-Denis) 22 Concert RTL2 à L’Olympia (Paris) Arènes Rouillac 30 Festival Pic’Arts Septmonts | 3 Festival Sous les Pins Chateauneuf-les-Martigues 5 Pause Guitare Albi 7 Festival Les Courants Amboise 10 Arènes Trèbes 13 Francofolies La Rochelle 14 Festival Musilac Aix-les-Bains 20 Francofolies Spa (Bel) 21 Festival Côte d’Opale Calais 27 Nuits de Stan Nancy 29 Paleo Festival Nyon | 3 Méditerranéennes Leucate 8 Arènes d’Orange | 7 Festival Face et Si Mouilleron 8 Foire de Chalons-en-Champagne 22 Muzik’elles Meaux (Seine-et-Marne) 26 Zénith Dijon (Côte-d'Or) 27 Arena Genève (CH) 28 Summum Grenoble (Isère) 29 Halle Tony Garnier Lyon (Rhône) | 3 Nikaia Nice (Alpes-Maritimes) 4 Zénith Montpellier (Hérault) 5 Dôme Marseille (Bouches-du-Rhône) 6 Zénith Toulon (Var) 10 Zénith de Caen (Calvados) 11 Zénith de Rouen (Seine-Maritime) 12 Zénith Orléans (Loiret) 13 Zénith Clermont-Ferrand (Puy-de-Dôme) 17 Zénith Limoges (Haute-Vienne) 18 Patinoire Bordeaux (Gironde) 19 Zénith Pau (Pyrénées-Atlantiques) 20 Zénith Toulouse (Haute-Garonne) 23 Zénith Arena Lille (Nord) 24 National Forest Bruxelles (Bel) 26 Zénith Paris |
| Novembre 2007 | Janvier 2008 | Février 2008 | | |
| 12 Concert SFR Paris | 15 Theatre le Rhone Valence (Drôme) 16 Pasino Aix-en-Provence (Bouches-du-Rhône) 18 Forum Liège (Bel) 19 Den atelier Luxembourg (Lux) 22 La Cartonnerie Reims (Marne) 23 Cirque Jules Verne Amiens (Somme)                                                                                     | 1 Gare du Midi Biarritz (Pyrénées-Atlantiques) 2 Rio Grande Montauban (Tarn-et-Garonne) 4 Shepherds Bush Empire London (Grande-Bretagne) 6 Jean Carmet Angers (Maine-et-Loire) 8 Théâtre de Champagne Troyes (Aube) 9 Oasis Le Mans (Sarthe) 12 La Carene Brest (Finistère) 13 Normandy St-Lo (Manche) 15 La Cigale Paris 16 La Cigale Paris | | |